# 二ツ森司・みどり
二ッ森 司・みどり（ふたつもり つかさ・みどり）とは、社交ダンスの元プロダンサーで、現在は二ッ森司ダンススクールで指導を行っている。競技ダンスの指導も行っている。二ツ森亨・由美は兄弟である。
最近では日本テレビ 「ウリナリ芸能人社交ダンス部」「Shall we dance?〜オールスター社交ダンス選手権〜」の講師・指導として有名（2001年〜）。部長南原曰く「すごい人なんだよ、プロに教える人なんだから!」と言う実力派。レギュラー放送から、現在のスペシャルに至るまで芸能人部員を指導している。

## 略歴
- 1978年 - デビュー
- 1979年 - 最優秀新人賞を受賞
- 1986年〜1988年 - 3年連続 全関東選手権優勝
- 1987年 -　オール神奈川選手権優勝
- 1987年 -　ワールドトロフィーモダン4位（オランダ）
- 1986年〜1988年 - 3年連続 全日本10ダンス選手権優勝
- 1988年 - 東京選手権優勝
- 1988年 - 東部日本選手権優勝
- 1988年 - 全日本モダン6位
- 1988年 - アジア太平洋選手権5位（ハワイ）
- 1989年 - 世界10ダンス選手権5位（ドイツ）
- 1989年 - ワールドプロモダンセグエ6位（ドイツ）
- 1989年 - 全日本モダン6位
- 1989年 - ワールドカップ10ダンス4位（ドイツ）
- 1989年 - ワールドトロフィーモダン2位（オランダ）
- 1989年 - ワールドセグエボールルーム4位（オランダ）
- 1989年 - スーパーワールドカップラテン6位（ドイツ）
- 1989年 - ワールドカップモダン優勝（台湾）
- 1989年 - ワールドカップラテン2位（台湾）
- 1989年 - 世界セグエ選手権6位（ドイツ）
- 1990年 - ワールドカップラテン3位（ドイツ）
- 1990年 - スーパーワールドカップ4位（ドイツ）
- 1990年 - オールイングランド6位（イギリス）
- 1990年 - ワールドマスターズラテン5位（オーストラリア）

〜現在NHK趣味悠々で、司とみどりの「初めてのダンス」と共にNHKドラマ、ウリナリ、CMなど振付等でも活躍中

## テレビ
- ウリナリ芸能人社交ダンス部
- シャル・ウィ・ダンス? (テレビ番組)
- 『趣味悠々』（レッツダンス）NHK教育

## 本
- DVD社交ダンス・メソッド スタンダード編―1級レベルを目指す ISBN 9784405086388
- DVD社交ダンス・メソッド ラテン編―1級レベルを目指す ISBN 9784405086395

## ビデオ
- 司とみどりのはじめてのダンス (NHK) など